# 有岡みう
有岡 みう（ありおか みう、1995年8月17日 - ）は、日本のAV女優。ティーパワーズ所属。かつて、「椎葉 みくる(しいば みくる)」として活動。

## 略歴・人物
2018年2月、OPPAIから「OPPAI史上最高の乳首新人－衝撃解禁。」をキャッチコピーに「椎葉みくる」として専属AVデビュー。所属事務所はARROWS。
2019年10月1日、公式ツイッターで同月での引退を発表。
2020年9月4日、ティーパワーズに所属し「有岡みう」として復帰したことを報告。
東京都出身。趣味はアニメ鑑賞、コスプレ、料理。特技はバドミントン、セルフ乳首舐め。
2022年10月の同人頒布会「ゆるケット」ではぷにもえ！モデルとして参加。
2023年3月13日週FANZA動画フロアランキングにて、出演した『巨乳コスプレイヤーちゃんと二人っきりの個人撮影会 顔よし！乳良し！エロコス良し！ 三拍子そろったエロ天使な巨乳コスプレイヤーちゃんを撮りまくってたら制御不能w たっぷりと強引にハメまくりましたww』が1位を記録。
2023年5月15日週FANZA動画フロアランキングにおいて、出演した『【祝春ギフト】【福袋】超絶大ヒット人気タイトル厳選ノーカット収録!15作品で35時間!まるごと2130分大収録!乳首びんびんどすけべ痴女BEST!!』（発売：かつお物産/妄想族）が1位を記録。
2023年5月22日週FANZA動画フロアランキングにて、出演した『BAZOOKA 冬の大感謝セール コスパ最強ノーカットベスト爆乳限定2749分』（BAZOOKA）が1位を記録。
2023年9月発売、『【VR】メタプリンセス 次元アイリ 現役美少女! Eighteen（エイティーン） 放課後電撃デビュー!!』（メタプリ）ではモーションキャプチャーを担当。
同年9月15日には、『TREND GIRLS 撮影会 2024』内のTREND GIRLSファッションショーに参加し、ランウェイを歩いた。
同年10月28日週FANZA動画ランキングにおいて、同年4月発売の『オナニーするのに実用的！ エグい体位でパコられてるヌルヌルま○こをドアップでタップリ味わえるエロビ Ver.3 』（アロマ企画）が5位に急浮上した。
2025年2月10日週FANZA通販フロアランキングでは、出演した『MOODYZファン感謝祭 バコバコバスツアー2025 素人17名とAV女優17名の1泊2日大乱交 新世代AVオールスター覚醒！』が予約段階で初登場3位を記録。

## 作品

### アダルトDVD

#### 椎葉みくる
- 乳首がクリトリス並みに性感帯の100cmJcupビンカン巨乳AVデビュー!! 椎葉みくる（2月7日、OPPAI）
- 小さい時に覚えたオナニーでクリイキ乳首イキしてたの… 着衣も爆!脱衣も爆!妹の爆乳は一見にしかず!（3月13日、チェリーズれぼ/妄想族）
- デカすぎるパイオツは着衣でこそ輝く。 恥さらし爆乳 Jカップ みくる 19才（3月19日、キチックス）
- 数あまたの芸能人、スポーツ選手とギャラ飲みをして口説かれまくった伝説のJカップ100cm フィリピンハーフの神乳グラドルMちゃん（3月25日、FIRST STAR）
- 日本一おっぱいが大きい噂の大人気リフレ店員が遂に脱いだ!! 初撮り癒し系JcupさえちゃんAV出演!（4月1日、E-BODY）
- ボイン大好きしょう太くんのHなイタズラ 椎葉みくる（4月5日、グローリークエスト）
- 寝取らせ… 義父のネチネチした責めで本気イキする感じやすい巨乳妻 椎葉みくる（4月6日、テクノブレイク）
- 向かいの部屋の巨乳美女をこっそり覗いていると視線に気付かれ逆に自慢のデカパイを見せつけるかのように僕を誘惑し始め…（4月6日、DOC）
- 「『私で勃起しちゃったの?』包茎チ○ポから剥けチン勃起までを見た巨乳叔母さんは子供扱いしていた甥っ子とはいえ発情を抑えられない」 VOL.1（4月12日、DANDY）
- 私達で試乗しませんか? 巨乳カーディーラーの淫ら過ぎる営業（4月13日、BAZOOKA）
- 高感度乳首の爆乳Jカップドスケベお姉さん（4月13日、まんげつ/妄想族）
- 顔出し解禁!! マジックミラー便 関東有数のお嬢様大学に通う高学歴女子大生 人生初のセルフイラマチオ編 vol.03 ギンギンに勃起したデカチンを喉奥まで咥え込んだ女子大生はインテリオマ○コにも巨根を挿れたくなってしまうのか!?（4月19日、ディープス）
- 120%リアルガチ軟派伝説 vol.59 in 岐阜（4月20日、プレステージ）
- BOIN GRAMMAR 椎葉みくる（4月25日、ゲインコーポレーション）
- ￥交☆軽ワゴン 年中無休24時姦営業中! 「今日も元気に可愛いロリィちゃんを乗せてお客様の待つ場所まで行きます♪」（4月27日、FIRST STAR）
- 今日も義父に玩具にされて… 椎葉みくる（5月4日、光夜蝶）
- 友カノの寝取り顔を黙って売ってます 椎葉みくる（5月4日、NON）
- キメパコ素人爆乳地下グラドル妊娠交尾 みくる 椎葉みくる（5月7日、unfinished）
- お前のカラダは犯罪だ!!ド田舎で自転車がパンクで困っていたJカップ美容師 椎葉みくる（5月8日、桃太郎映像出版）
- エッチな高額アルバイト募集にやってきた素人娘 ～医療専門学校の授業の教材モデル編〜 受講生の目の前で足を拘束され強制M字開脚に!パックリ開いたま○この隅々まで観察され身体中を触られるとSEXまで受け入れてしまうのか!?（5月10日、SODクリエイト）
- お金の無い貧困地下アイドルが危険を承知で熱狂的ファンとマンツーマンの個人撮影会決行!誰一人スタッフがいない状況で気持ち悪いオタクに犯され強制中出しレイプ!!!（5月11日、SCOOP）
- ベロチュウ好きの椎葉みくるの濃厚舐めまくりセックチュウ〜❤（5月13日、イエロー/妄想族）
- 車中で隣の巨乳娘にこっそりイタズラ友達が側にいるコトに興奮したのか声を押し殺しイキまくる!!到着した頃には物足りなかったのか彼女の方から…（5月18日、DOC）
- 「お仕事お疲れさま!これから何がしたい?」 今日は終電まで人気AV女優があなたのアフター5彼女 わがままデートプランでず〜っと一緒に癒しのイチャラブご奉仕ヌキ!（5月24日、SODクリエイト）
- 0歳児ママ限定ガチナンパ! 甘〜いミルクたっぷりのぷるぷるおっぱいで童貞君に授乳筆おろししてもらえませんか? ベビーカーで眠る赤ちゃんが起きないよう声我慢する優しいママにぬぷぬぷ抜き挿し! 出産以来のご無沙汰ま●こにたっぷり生中出し!（5月25日、S級素人）
- 近所で一番の美人奥様が色っぽくて超タイプ!!我慢出来ずにパンティ&ブラ盗んでオナニー三昧「下着盗んだのキミでしょ!?」と叱られ、興奮して下半身が思わずもっこり「私みたいなおばさんに興味あるの?」と意味深なエロ笑顔（5月25日、SCOOP）
- 新たな刺激を求める変態夫婦たち 旦那の前でシロウト人妻をNTR撮影 File.02（5月25日、MAD）
- 「絆を深めるには混浴が一番って知ってましたか?」 街で見かけた女上司と男部下が二人きりで初めての混浴体験! 人妻編!! 但し用意された水着は極小マイクロビキニのみ!場所はラブホのジャグジー! セックスレスの人妻上司は若き部下の勃起チ●ポをみたらどうなるの!?（5月25日、ナンパJAPAN）
- 過激な裏オプが話題の妹カフェ猥褻映像、店長が自らの借金に困って流出!! 4時間（5月27日、FIRST STAR）
- SEXの逸材。 VOL.18（6月1日、プレステージ）
- ストーカー化した元彼を追い払うため隣に住む女の子の彼氏のフリ!?をする事になった童貞の僕。「恋人同士ならこの場でSEX出来るだろ」と追い込まれると彼女は…（6月1日、DOC）
- 椎葉みくる 初めてのすっぴんお泊まり ベロ酔い中出し懇願 すっぴん+部屋着朝までハメハメドキュメント（6月7日、パコパコ団とゆかいな仲間たち/妄想族）
- 【着衣爆乳】思わず●RECしたくなる着衣爆乳おっぱい（6月7日、unfinished）
- 歳の差婚 ～初老夫58歳と爆乳嫁23歳の場合～ 椎葉みくる（6月22日、クリスタル映像）
- スイミングスクール併設競泳水着美女ばかりを狙うスポーツマッサージ店（6月22日、プレステージ）
- アナタごめんなさい…。わたし寝取られました…。爆乳妻 隠匿温泉旅行 【椎葉みくる】Jカップ（6月25日、ビッグモーカル）
- HYPER FETISH 爆乳キャンギャルいやらしクィーン 椎葉みくる（6月25日、デジタルアーク）
- ロリ専科 小生意気なけしからん爆乳義娘にお仕置き中出し近親相姦 みくる 椎葉みくる（7月1日、グレイズ）
- 寝取り近親相姦 彼氏の寝ている隣で弟に犯される姉（7月1日、グレイズ）
- 才色兼備なお姉ちゃんが、大人の玩具を使って絶叫オナニー。興奮したお姉ちゃんに見つかってたじろいでいると僕の息子をオモチャの様に扱って弄ばれてしまった…。（7月6日、NON）
- 「ダメだよ!ダメ!そんなに動かしたら挿っちゃうから、お願いやめて!」超巨乳の家庭教師と素股してたらヌルヌルでヌプヌプでズボ!結局生挿入で気持ち良すぎて我慢できず抜かずの3連続生中出ししちゃったらエビ反って感じてしまう淫乱女に豹変!ボクの家庭教師は…（7月7日、Hunter）
- BIKINI GRAMMAR 椎葉みくる（7月13日、ゲインコーポレーション）
- パンサーシャドウ 椎葉みくる（7月13日、GIGA）
- 最後の1滴まで搾り取る激こねくり回しパイズリ挟射 椎葉みくる（7月13日、ムーディーズ）
- 制服女子の超ミニスカ＋ニーハイ=極上絶対領域に勃起してしまった僕。それに気づいた彼女は興奮した様子で僕のチ●ポをイジりはじめ…（7月20日、DOC）
- デリヘル呼んだら姉が来た! 結果、お店に内緒で中出し本番セックスする事になる 14（8月1日、グレイズ）
- 乳首が感じ過ぎる バスト100cm Jcup敏感ボディ 爆乳×美乳 仰け反り絶頂90回!! 椎葉みくる 星川凛々花（8月7日、ビビアン）
- スレンダー爆乳美女4人（8月7日、unfinished）
- 合宿中のママさんバレ一部の息抜きはボクのチ○ポだけ!!2 親戚が経営する合宿所の手伝いに行ったらママさんバレ一部の一行がやって来た!しかも全員爆乳…!!そんな爆乳揃いの奥さんたちを見てムラムラ…していたのはボクだけじゃなかった!ハードな練習&禁欲集団生活…（8月7日、Hunter）
- マイクロビキニでドキッ!巨乳20人!水泳大会2018（8月9日、ROCKET）
- ピンク乳首のヤバすぎる神乳 椎葉みくる（8月10日、肉盛）
- 俺だけの「爆乳淫乱彼女」を信じる男子心（8月10日、バルタン）
- 「マジ天使!?」骨折してオナニーできない僕のチ●コは我慢の限界!それを見かねた美人ナースは使命感に駆られたのか優しく手を添えてくれ… (8月17日、DOC)
- 挑発タイトイズム 椎葉みくる(8月20日、ミル)
- 巨乳20人!水泳大会の裏側でド痴女エロドッキリ大作戦（8月23日、ROCKET）
- 椎葉みくるの爆乳劇場 Jcup!100cm（9月1日、プラネットプラス）
- 泥酔BBQNTR 妻の会社の飲み会ビデオ18（9月7日、JET映像）
- 母のおっぱいをわっしわし揉みながら中出しする近親相姦 椎葉みくる（9月19日、ヴィーナス）
- ボクが貸したワイシャツをノーブラで着た女子とまさかの自宅で二人きり! 2 ワイシャツの隙間から見える乳首&パンチラに勃起しまくり!イケメンの同僚の提案でボクの家で二次会をすることになり、美人の同僚がボクの家にやって来た!初めて女性が家の中にいることに緊張して、張り切りすぎたボクは飲み過ぎてそのまま寝落ち…。寝ている間に、イケメンはそのまま彼女とエッチしちゃったらしく、い起きたときには半裸の彼女だけがボクのベッドで寝ていて突然の二人きり!とりあえず部屋着代わりにと彼女にボクのワイシャツを貸してあげたらサイズが大きすぎて、隙間からおっぱいやパンツがチラチラ見えて裸よりも余計にやらしく見えてしまい思わず勃起…。それを見た彼女は、昨晩のイケメンとのエッチが物足りなかったらしく、もっと激しいエッチをしたいと求めてきて、何度も何度も発射するほどエッチしてしまいました!（9月19日、Hunter）
- 第2回 素人カップル対抗 乳首こねくり回しNTRイキ我慢選手権 相手彼女の乳首だけをいじくり、こねくり回してイカセたら勝ち! 乳首イキしたら彼氏の前で寝取られ罰ゲーム!!（9月20日、ROCKET）
- 手コキの達人～しつこ過ぎる手コキと集中乳首舐めによる集団ヌキ!変則型体位で変態達を同時に締め上げる～（9月21日、SEX Agent/妄想族）
- パンスト後ろ手固めによる手を使えないフェラチオ人形～拘束されてこそ盛り上がる、喉奥まで突っ込む私の姿を見てください～（9月21日、SEX Agent/妄想族）
- ボイン大好きしょう太くんのHなイタズラ しょう太の家にボインが4人大集合!編（10月4日、グローリークエスト）
- 一番恥ずかしい穴!じっくりアナルガン見（10月11日、アキノリ）
- おっぱいづくし ふわふわ巨乳に包まれる幸福SEX（10月13日、S-Cute）
- ディルドぶっ挿しながらのフェラ～膣穴にパンパンに収まったままだから、口の中だってパンパンにしたくなる～（10月19日、SEX Agent/妄想族）
- はだかの家政婦 全裸家政婦紹介所 椎葉みくる（11月1日、プラネットプラス）
- 美乳から爆乳までおっぱい揺れまくり!! ヌルテカバレーボール実業団（11月9日、BAZOOKA）
- 出張マッサージで際どい所を何度も刺激されイク直前に終了させられた人妻は自ら延長を申し入れ挿入中出しを懇願する! 10（11月9日、プレステージ）
- 豊満×爆乳×デカ乳輪（11月19日、エンペラー/妄想族）
- シロウト女子個人撮影ハメ撮り日記 爆乳受付嬢みくるさんJかっぷ 椎葉みくる（11月24日、シャーク）
- ぼっちナンパ! もう、おひとり様なんて言わせない! 2018年夏 湘南編 VOL.1（11月27日、MERCURY）
- 生まれて初めての人妻風俗面接 4（12月6日、アイエナジー）
- 素人妻が一般大学生の自宅にコンドーム1つ渡され一泊 一度のゴム姦では満足できず宿泊中2度もガチ中出しを許してしまう騎乗位で敏感な巨乳を震わせるIカップ妻 みきさん29歳（12月6日、コスモス映像）
- ベランダにいる無防備な薄着姿の巨乳女に見惚れていると手招きされて…（12月7日、DOC）
- 続・マジックミラー号 ミラー号から降りてきた素人女性をま○こが乾く前にスタッフが再ナンパ!民宿に連れ込みSEXした記録映像 水着美女編2018（12月20日、SODクリエイト）□
- 【NTR願望】 俺の嫁を抱いてくれ（12月20日、アキノリ）
- 女子大生限定 飲み会後、部屋にお持ち帰り盗撮 そして黙ってAVへ no.26 痴女淫乱女子大生編 のりか/Jカップ/21才 まなみ/Fカップ/21才（12月25日、お持ち帰り）
- 公園で見つけたノーブラJカップ子持ち若妻 メス臭匂い立つ猥褻で淫乱なチ○ポ遊び 椎葉みくる（12月27日、MERCURY）

- 電車のドアに挟まれて身動きできない デカ尻女VSエロガキ（1月10日、ROCKET）
- 豊富な極上おっぱいプレイを堪能!! ヌルヌル爆乳マットヘルス（1月11日、BAZOOKA）
- 「お願いだから1回だけ…」 高齢なのに旦那よりバキバキに反り返る勃起チ○ポの義父を見て子宮が疼くセックスレス妻! 本気汁垂れ流して絶対秘密の逆夜這い! 5（1月11日、V&R PRODUCE）
- 妻友のボインが悪魔的にそそるので… 妻の居ぬ間に爆乳のママ友とイチャツキ中出し生活 椎葉みくる（1月13日、エマニエル）
- 胸ポッチが堪らない!揺れ動く巨乳ノーブラニットのOL（2月1日、アキノリ）[注 3]
- ターゲットは鬼役のママさん! ちびっこセクハラ痴漢隊 節分編（2月7日、ROCKET）
- えっマジ!嫁の友達がいきなり痴女ってきた!（2月7日、アキノリ）
- 旦那とのマンネリSEX打開目的で膣トレをしている義母をたまたま目撃!! 普段意識していなかったが義母のイヤラしいカラダとエッチな格好にフル勃起!! しかも膣を鍛えているせいか締まりも最高!!若い欲求を抑える事が出来ず禁断の関係に!!（2月8日、SCOOP）
- レズ友マッチング企画 「気になるママ友がいるんです…」 本気のレズ口説き!ママ友同士初めての生レズ体験!（2月10日、ホットエンターテイメント）
- 「あっダメだよ!挿っちゃいそうだよ!!ダメ!動かさないで!あっ…!」 「ごめんなさい!挿っちゃいました!」 巨乳過ぎる義理の姉と素股してたらヌルヌルでズボッ!! 生挿入&生中出し!!思い切って最後は大きな胸にぶっかけちゃいました!! 親が再婚してボクに突然巨乳過ぎる義理のお姉ちゃんが出来た!!家族が早く仲良くなるために親が家族旅行を計画し同じ部屋で寝ることに!! 湯上り浴衣でノーブラ姿の義姉はとても魅力的で話していると浴衣がはだけて大きな生乳が何度も浴衣からポロリ!!そんなの見せられた日にはもうボクはフル勃起!隠そうにも隠し切れず義姉に見つかってしまい「ヤバイ!」と思ったけど義姉は気持ち悪がるどころかやや興奮気味!!「もしかしたらイケる」と思ったボクは「ヤリたい」と素直に告白したら「最後までは出来ないけど擦りつけるだけだったら…」とまさかの素股OK!!擦りつけていたら徐々に濡れだす義姉の股間!!ボクも調子にのって腰を動かしたらヌルヌルでズボッ!!結局生挿入生中出し!!さすがに怒られるかと思ったら初めての中出しで義姉が超淫乱化で何度も何度も連続爆イキ敏感女子に!!（2月19日、Hunter）
- 「あっ!ナマで入っちゃった!」オイル素股でマ○コにチ○ポを擦りつけてたら気持ち良すぎてヌルッと生挿入!!中出しSEXまでヤッちゃったデリヘル嬢たち5（2月21日、グローリークエスト）
- ＜完全主観＞かわいい彼女とラブラブキス体験 2人っきりでねっとりキス手コキ（2月21日、アキノリ）
- えっちなお姉さんの淫語かたりかけぐちゅぐちゅ乳首イジリっ放しオナニー（2月21日、アイエナジー）
- 爆乳エロプロレス 2 おっぱいキングダムin木更津ドーム（3月7日、ROCKET）
- 爆乳義姉が混浴露天風呂でこっそり爆イキ!! 親が再婚して新しい家族でやってきた温泉旅行!馴染めないボクは少々淡い期待を胸に1人混浴露天に浸かっていると1人の女性が入ってきたと思ったらボクと仲良くなろうとやってきた義姉だった!!想像以上に大きい爆乳は隠そうにも隠し切れておらず谷間はもちろんの事、零れ落ちてモロ見えのの時も!!我慢できずボクは当然勃起!すると他の客が入ってきた途端「恥ずかしくて出れない…」とボクに近づいてきて義姉の爆乳が超密着!!これだけ密着されたら勃起チ○ポを隠し切れずバレてしまいヤバイ…と思ったけど勃起チ○ポに気づいた義姉はそわそわし始め…義姉の欲求不満が爆発!お湯の中でボクの指を使ってこっそりイキまくり!!そのままチ○ポも挿れられて親密すぎる関係になってしまいました!!（3月7日、Hunter）
- 女子大生の日常生活を覗いてごらん（3月21日、アキノリ）
- 同僚の巨乳メガネ文系女子と2人きりで居残り残業!地味な見た目とは裏腹にものすごい肉食でエロ妄想が溢れだし隠語をささやきながら僕を…（3月22日、ゲッツ!!）
- ピタパン尻を突き出してナースが入院中で精子フルチャージ状態の僕を誘惑してきた!?我慢の限界で隣に患者がいるにも関わらずアヘ声我慢のデカ尻スローピストンSEX中出し!（3月22日、ゲッツ!!）
- 一泊二日 生ハメ夜這い付 人妻限定ツアー 極上浴衣爆乳妻と行くSEX三昧の旅 6人4時間（3月30日、ビッグモーカル）
- 一度イッたら止まらない!大人しそうな清純派女子●生12人が大胆に何度も昇天!マン汁くちゅくちゅイキまくりオマ●コ指入れ自画撮りオナニー4時間（4月1日、グレイズ）
- これぞBoinが求めたデカ乳輪Icup! 敏感乳首を授乳手コキ&セックス!迫力パイズリで激ヌキ! 「もっともっとちょ〜だい」と激ピストンを要求!（4月1日、ABC/妄想族）
- 日本代表NTR スポーツバーで観戦中にドサクサにまぎれて揉みまくられた僕の彼女 2（4月7日、JET映像）
- リアル巨乳妻口説き! イかせまくられた生中出し生録 Film11（4月11日、ブリット）
- お風呂でムダ毛処理中に叔父がまさかの乱入!!イヤラシイ身体に育った姪に勃起チ○ポを抑えられず性的悪戯!? 2（4月12日、UMANAMI）
- 訪問介護にやってきた優しいホームヘルパーのデカ乳に思わず利用者チ○ポはフル勃起!責任感じた欲求不満介護士が優しく授乳手コキ!フル勃起が止まらないチ○ポに我慢できず仕事を忘れて馬乗り生挿入!大きなオッパイ激揺れさせながらキンタマスッカラカンになるまで何度も中出し懇願! 3（4月12日、V&R PRODUCE）
- 素人男女モニタリング実験でゲッツ!! マジメな女上司×デカチン部下7組の男女を密室に2人きりにしてヌードデッサンさせたらどうなる? チ●ポをじ〜っと見つめられて思わずフル勃起した部下にムラムラした女上司は禁断の中出しSEXを許してしまうのか!?3時間検証SP（4月12日、ゲッツ!!）
- フィットネスジムで集団痴漢。スポブラ巨乳OLの敏感クリ乳首をこねくり回したら我慢の限界で…（4月12日、ゲッツ!!）
- 異世界に転生してエルフ酒場に入ったらモテモテだった件（4月26日、TMA）
- SUPERパックリまんこアップ4時間SP vol.11（5月1日、サルトル映像出版）
- 「ムチムチ」×「イカセ」×「中出し」 椎葉みくる（5月9日、Mr.michiru）
- 利尿剤を使い職員室でお漏らしさせたエロすぎ美脚女教師と黒スト履きっぱなしSEX（5月10日、ゲッツ!!）
- 彼女は巨乳だけど性格はツンデレ2人っきりになると俺のチ○ポにデレッデレ♪（5月23日、アキノリ）
- 男子諸君!胸チラ女子には気をつけろ! 「触りたい?触らせてあげる、そのかわり…❤」シャツの隙間から胸チラ誘惑に耐え切れず、ふわとろ胸に挟まれる腕、脚、顔!そして至福のパイズリ!!!放課後の校内で誰かが来るかもしれないスリルなSEXはぜ～～～～～んぶ胸チラ女子の作戦だったのだっ!!!!（5月27日、FIRST STAR）
- バスト100cmJカップ 巨乳女子プロレスラー摩耶(まや) 痛恨の危険日直撃!連姦中出しデスマッチ!! 不条理ハンディキャップマッチで連続中出し種付けプレス妊娠確定!! リングで初めて男と戦い発情!悔しい…でも感じちゃう!（6月6日、ROCKET）
- 指名されて向かった先は彼氏の親友宅!?素股までの約束が媚薬をこっそり塗られ気持ちよくなっちゃって自ら生挿入!! 2（6月14日、UMANAMI）
- 借金で売られて見知らぬ男に抱かれるのに快感が止まらない若妻たち 羽生ありさ・椎葉みくる・凛音とうか（6月14日、REAL）
- レイプハンターNEO 標的は美娼女戦士セーラーマドンナ（6月14日、GIGA）
- 「イヤだとは言えない…」女子力UPを目指してやって来たエステ店で、女性施術師に身を委ね安心してたのに男性施術師に交代!?まんまと男の口車に乗せられ拒むことができず快楽に身を委ねてしまった制服美少女たちの性感オイルマッサージ 2（6月27日、FIRST STAR）
- いつでもどこでも時間停止して中出しできる学園 IV（7月1日、ムーディーズ）
- ドラレコNTR 8 車載カメラは見ていたねとられの一部始終を（7月7日、JET映像）□
- オレの会社の偉そうにすぐ説教たれるクソ真面目な女上司が実はM女デリヘルで働いていたんだが…（7月12日、ヒメゴト）
- 「もしかしてこのデリヘル嬢お姉ちゃん!?」 風俗で働く姉を発見した童貞弟がガチで姉を指名!戸惑う姉とのプレイ中に童貞告白でまさかの筆卸し生挿入&生中出し! 興奮しすぎて何度も種付け中出しする本物姉弟のリアル近親相姦盗撮 3（7月25日、Mr.michiru）
- その巨大な胸がぷるんぷるんと揺れているということはノーブラですよね…!? ボクに突然出来た義母は綺麗で優しくてとにかく巨乳!家ではいつもノーブラで巨大な胸をゆっさゆっさと揺らしまくり!ボクも当然勃起しっぱなし!実はそれを見て義母も興奮してたみたい!巨乳を上下に大きく揺らすほどの打ちつけ騎乗位でボクに何度も中出しさせる淫乱女に大変身!（8月7日、ゴールデンタイム）
- 麗しい巨乳和美人がおもてなしする超高級浴衣ヘルス 其の二（8月9日、BAZOOKA）
- 巨乳レズバトル捜査官2 椎葉みくる 藤白桃羽（8月22日、ROCKET）
- 社会人1年目のウブなOLは上司くらいの年上男性に興味津々って本当!? 「こんな中年おじさんのチ○ポが大好き!!」 新卒OLがランチタイムの簡単アルバイトで中出しSEX（11月8日、S級素人）
- 社長の息子のHな社会科見学 加瀬ななほ/星川凛々花/椎葉みくる（12月5日、グローリークエスト）

- 最高の人妻 旦那の前で穢されて… 椎葉みくる（2月22日、ビッグモーカル）
- 理性崩壊フルパワー騎乗位!24人4時間（4月25日、ビッグモーカル）
- 女子○生 トイレSEX盗撮 187分（4月25日、ビッグモーカル）
- 様々なシチュエーションで痴女たちが男を上から目線で陵●する騎乗位!パンストを見せつけ破れた穴からパンティずらして強制挿入!2（6月11日、グローリークエスト）
- 経験豊富な優しい素人人妻が最高の童貞筆おろし 22（7月23日、アイエナジー）
- 肉感妻の『沼』にハマった俺は、むしろこの肉感に溺れていたい（10月30日、光夜蝶）

#### 有岡みう
- 隣の部屋に住む女が無防備な格好で洗濯物を取り込んでいたので思わずその巨乳を見ていると…（11月20日、プレステージ）
- みゅうみゅう＆なっちゃん（12月19日、しろうとがーる）

- お姉さん、お姉さぁん、あんたのカラダ（肉体）…犯罪なんじゃない？ まるで極上カルビだわ（1月8日、プラム）
- 美人ウー●ー●ーツ女性配達員を「一緒にご飯どうですか？」と《ワンチャン》部屋に誘って…媚薬漬けに！「またイッちゃうのぉぉ！」イグイグ無限発情連続イキSEX！（1月15日、DOC）
- 足先から肛門まで全身ベロベロ舐めじゃくり発射無制限の全身愛撫ソープランド（1月15日、ケイ・エム・プロデュース）
- バブみ全開！！大人を預かってくれる巨乳無認可保育園4（2月12日、ケイ・エム・プロデュース）
- 狂愛-隣人を監禁して中出しをねだる爆乳人妻ストーカー-（3月26日、人妻花園劇場）
- ムッチリ総合病院（4月15日、グローリークエスト）
- 性奴●からのオナニービデオレター（4月25日、SEX Agent/妄想族）
- プライベートおっパブ お店が突然の休業 お金に困った嬢から2人で会いたいと連絡が… 店に内緒でおっぱいを揉んで中出しセックス（5月7日、Mr.michiru）
- ラグジュアリーBDSM～より官能的に……身体が忘れられないセクシャルな非日常～（5月13日、BALTAN）
- 【奇跡】デリヘル呼んだら地元の巨乳な友達で非常においしい思いをした件！！6（5月13日、ケイ・エム・プロデュース」）
- 入院中は常に射精！エロ過ぎ白衣の巨乳ナース4人組（6月7日、unfinished）
- 悶絶 ボイ～ン！オイルマッサージ スローパイズリ＆スローセックス（6月19日、ドグマ）
- お願いを断れず献身的なパイズリ挟射で性処理してくれる巨乳看護師VOL.2（7月8日、DANDY）
- M性感巨乳限定デリヘル（7月13日、ケイ・エム・プロデュース）
- エロメコ臭むせる超軟爆乳の欲情娘 卑猥語女（7月19日、MARRION）
- 私を抱きしめて…。 隣人に恋したシングルマザー（8月1日、プラネットプラス）
- 僕のことが好きすぎて隣室にまで引っ越してきたメンヘラ巨乳愛人に嫉妬乳首責めで骨抜きにされ妻に隠れて何度も射精させられた話（8月13日、LUNATICS）
- 美形巨乳エステティシャンによるチ●ポをイカセ尽くす無制限搾精 エンドレス膣内施術VIPメンズエステ（8月13日、ケイ・エム・プロデュース）
- パイマゾ（8月19日、ドグマ）
- おしっこ114連発 98人（9月2日、グローリークエスト）
- ウェット＆メッシー（WAM）金銀銅粉スポーツテスト2（9月9日、ROCKET）
- 巨乳ホテル客室員 密室ナマ性交 Go to セックス宿泊プラン（9月14日、ケイエム・プロデュース）
- 有岡みうの爆乳劇場 Icup！96cm（10月1日、プラネットプラス）
- 近親 夜●いじゃぁ 生中出し（撮り下ろし）（10月7日、プラム）
- 巨乳女医 卑猥ナマ性交カウンセリング（10月12日、ケイ・エム・プロデュース）
- 淫語で●す自画撮り着衣痴女 KYMI-016（10月19日、ミル）
- ‘INGO’ IN GOD ECSTASY 男達の脳に卑猥な淫語を刷り込み執拗な痴女責めで昇天させて完全支配！スケベ痴女淫語（11月9日、AVS collector’s）
- オイルと汗でテッカテカ！！必ず男をイカせる巨乳痴女パーソナルジム-W BOIN SPECIAL-（11月9日、ケイ・エム・プロデュース）
- イッた直後に追撃パイズリして喘ぐオヤジはデカ乳プレスで黙ってろww（11月16日、E-BODY）
- 先立った兄貴に家族を宜しくと頼まれたので母×娘まとめて中出し調教して服従させる事にした―。（11月23日、マドンナ）
- 超密着接写 淫語で誘惑 爆乳豊満ハメ狂い（12月7日、AVS collector’s）
- 妻では味わえない絶品フェラで呼び出せばごっくんしてくれる都合の良い最高の精飲愛人（12月7日、LUNATICS）
- THE ドキュメント 本能丸出しでする絶頂SEX ムッチリ巨乳Iカップ肉感若妻が快楽覚醒イキ狂い（12月21日、美人魔女/エマニエル）

- いつも行くレンタルビデオ屋の爆乳店員が隣に引っ越してきた！？「いつもエッチなビデオ借りてる人ですよね？」って言うその娘は結構な痴女だった…VOL.02（1月25日、ケイ・エム・プロデュース）
- 受精宿 子種に飢えた民宿の巨乳姉妹と逆3P種付け性交（2月1日、Fitch）
- 【超部屋結界】ハーレムSPECIAL 〜ようこそ僕だけの淫乱病院へ イヒ!〜 美人ナースやインテリ女医を下品な淫乱女へと洗脳支配する[16]（3月10日、SODクリエイト）
- 金玉キラキラ金曜日 この後、この人妻たちに美味しく頂かれました。 むっちり絶倫妻と朝までナマ7！爆乳サンドイッチ逆3Pセックス（3月15日、エムズビデオグループ）
- ド痴女ビッチ舐めしゃぶり逆ナンハーレム ケダモノ美女に囲まれ、挟まれ、身動き出来ずに、何度も、何度も、射精させられる！（3月22日、痴女ヘブン）
- うちの息子は性欲モンスター ヤリマン女社員に何度射精させても収まらない勃起。（3月22日、ダスッ！）
- 至高のIカップスライム乳 有岡みうBest（4月15日、ピーターズMAX）
- 白衣の爆乳Icup天使 ナースコールで始まる秘密のおっぱい看護 Boin「有岡みう」Box（4月19日、ABC/妄想族）
- 乳首ビンビンで痴女ッてくれるスナック爆乳娘 柔乳密着アフター中出し接客（4月19日、ムーディーズ）
- 爆乳娘二人とまさかの相部屋 オトナになっていた姪っ子二人のおっぱいブルルン激しく揺れる汗だく騎乗位で交互に、何度も、中出しさせられた僕（4月26日、痴女ヘブン）
- 世話好きで優しい巨乳すぎるお姉さんに挟まれ、勃起した童貞の僕とハメまくった二日間。（4月26日、ROYAL）
- 赤ちゃん淫語でフル勃起させた保護者のち○ぽをあまあまパイズリで射精させるバブみ全開巨乳保育士（5月3日、LUNATICS）
- ド田舎で退屈した地味メガネ巨乳密着おっぱいハーレム デカ乳娘に囲まれ！挟まれ！中出しさせられた夏休み（5月3日、ムーディーズ）
- J●が在籍していると噂の店舗型バニーガールヘルスで生本番中出し強要（5月10日、ケイ・エム・プロデュース）
- 超絶技巧で全身をじっくりと舐めまわすスローリップデリヘル（5月17日、ケイ・エム・プロデュース）
- ギャルパイ 日焼け巨乳に嫐られ金玉崩壊（5月17日、ドグマ）
- ハイレグスイートルーム アメイジングVol2（5月17日、ミル）
- 路頭に迷った極貧母娘を拾ったらとんでもなく感謝されて恩返しに毎晩親子丼中出し（5月17日、ムーディーズ）
- 性感開発乳腺オイルエステで感じちゃうIカップ Boin「有岡みう」Box2（6月21日、ABC/妄想族）
- 「ウチの旦那、絶倫だよ？」 妻の余計なひと言で自宅が欲求不満なママ友の溜まり場に…妻子不在の昼間にハーレム不倫乱交で痴女られちゃったボク（6月21日、ムーディーズ）
- 「こんなところでゴメンなさい…。でも、もう我慢出来なかったの…」 トイレが故障で使えず膀胱限界の放尿婦人 36人（6月21日、アクアモール/エマニエル）
- 奴●華 歪んだ欲望の餌食にされる美しい肉便器達（7月5日、Fitch）
- 「3，2，1，0…で射精させてあげるね」彼女の姉の巨乳ナースに焦らしのカウントダウン射精管理でち○ぽをコントロールされ金玉がからっぽになるまで連続で搾り取られた。（7月5日、LUNATICS）
- ドスケベW爆乳部下と温泉不倫旅行 2人の愛人がムチムチボディで朝から晩までチ○ポを奪い合う逃げ場のないハーレム中出し（7月19日、ディープス）
- むっちり爆乳日焼けGAL’Sの逆ナンハーレム チョロい男たちをヤリモク密着フォーメーションで食い漁り！！ in TOKYO（7月26日、ケイ・エム・プロデュース）
- パイズリスター誕生 有岡みうのパイズリがパワーアップしたってよ！（8月1日、シネマユニット・ガス）
- W巨乳奴●（8月16日、グローリークエスト）
- 飲み会で潰れてしまって目が覚めたら憧れの巨乳女上司の自宅！20種類のベロキス快楽SEXで骨抜きにされ一晩中射精しまくった。（9月6日、LUNATICS）
- 生意気なオトコは…絶対に許すな。みっともなく拘束し、カラ欠になるまで徹底的に痴女る もんの凄いギアチェンジ騎乗位（9月13日、ケイ・エム・プロデュース）
- 巨乳特化 デカパイファック（9月20日、ドグマ）
- 私、実は夫の上司に犯●れ続けてます…（9月20日、溜池ゴロー）
- 機内の乗客は僕（絶倫）ひとり！暇を持て余すドエロいTバック痴女CAに囲まれて出発から到着まで何度もヤられまくった（9月22日、DANDY）
- 私は隣人に強●乳首開発され巨乳を玩ばれ喜ぶ変態人妻になり下がりました…（10月6日、電脳ラスプーチン）
- おしかけ！ 爆乳ギャルハーレム性活（10月18日、E-BODY）
- 巨乳デリヘル（10月18日、ゲインコーポレーション）
- 単身赴任先アパートの世話焼きな大家の奥さんの巨乳に勃起したら何度も乳テクぶっかけ射精で寂ち○ぽの面倒も見てくれた。（11月1日、LUNATICS）
- 縄酔い人妻 私の爆乳妻を緊縛モデルにしてください（11月8日、AVS collector’s）
- 巨乳ASMR 囁きパイマ○コで脳汁イキ狂い（11月15日、ドグマ）
- Jカップ美爆乳の魅力を最大限に引き出す乳フェチエロコス7 Boin「有岡みう」Box3（11月15日、ABC/妄想族）
- 淫乱・即尺 美巨乳パイズラー（12月20日、ドグマ）
- おっぱい星人御用達！Iカップに包まれ愛情たっぷり！訪問おっぱい御奉仕サービス密着ドキュメント Boin「有岡みう」Box4（12月20日、ABC/妄想族）

- 早漏すぎて初めての彼女にフラれた僕を見かねた心優しい巨乳姉の超スローピストンからの高速腰振り騎乗位寸止め焦らし特訓に耐えられず何度も暴発中出ししてしまった…！！（1月17日、LUNATICS）
- 隣に引っ越してきた若くてかわいいシングルマザーに中年の俺がまさか「抱いてください」って言われるなんて…！？VOL.04（2月7日、KSB企画/エマニエル）
- 有岡みうの男女入れ替わり メイド喫茶編（2月9日、ROCKET）
- 肉感Iカップドスケベ爆乳OL みう（2月23日、hawaii）
- たっぷり甘ま～くて濃密 憧れのW巨乳痴女お姉さまの誘惑（2月28日、ゲインコーポレーション）
- 爆乳もみほぐし！！ぬるてかオイルマッサージ！（2月28日、ケイ・エム・プロデュース）
- 僕の肩に置きパイしてくるみう先生のずっしりIcup押しつけ誘惑で勉強も手につかない（3月14日、アリスJAPAN）
- 女上司から失神するまで快楽責めされた話 10発以上出すまで許さない逆鬼イカセSEX 巨乳痴女上司3人30射精！（4月22日、ビッグモーカル）
- おっぱい大好き突撃ボインSEX！！無限絶頂オーガズム イカサレ好きなM男のあなたに（4月22日、ビッグモーカル）
- マゾメスソープへようこそ！ 原作・ちんちん亭の名作、怒涛の連続アクメ漫画を実写化！（5月2日、ムーディーズ）
- 悪魔的スローな射精コントロール じっくり肉棒ペットを弄ぶ肉感痴女（5月16日、Fitch）
- とびっこを装着したままで繁華街をイラマチオデートしちゃいました！2（5月23日、セレブの友）
- Icup爆乳を顔に押しつけてくる歯科助手 こっそり癒やしのおっぱいサービス＆性交治療！Boin「有岡みう」Box6（6月6日、ABC/妄想族）
- デカパイ痴女の乳マ○コ淫語責め（6月6日、グローリークエスト）
- 2人きりの自宅で巨乳女教師叔母さんのパツパツどすけべおっぱいにバブみを感じてオギャり願望を抑えられず密着甘えん坊ピストンで母性ま○こにワガママ中出ししまくった。（6月6日、LUNATICS）
- 涙のノンストップ激イカせSEX27（6月13日、セレブの友）
- 絶対領域 セクシーガールズバー痴女ハーレム 誘惑パンチラ美脚挟み撃ちで何度も射精させる卑猥サービス（6月27日、痴女ヘブン）
- 全身パイズリで下品に痴女りまくるふわもち爆乳ハーレムレズビアン ムチムチおっぱいサンドイッチでぷるるん絶頂レズ解禁スペシャル！（7月11日、ビビアン）
- 「わたし、媚薬もられました…」有岡みう～4SEX～（7月11日、セレブの友）
- Red Dragon 有岡みう（7月11日、ゴールド/妄想族）
- 絶対的上から目線で巨乳痴女が淫語コントロール 射精を支配される究極主観JOI（7月11日、Fitch）
- おしかけ！爆乳ギャルハーレム性活2（7月18日、E-BODY）
- 媚薬BDSM 大量媚薬ザーメンで快楽の虜 媚薬調教File20 高級キャバクラのトップランカー嬢（7月25日、AVS collector’s）
- 射精しても止まらない！！テンション↑↑で男を連続でイカせ続ける ヤリすぎジムGALハーレム-射精ダイエットコース-（8月8日、BAZOOKA）
- 闇の飼育 暴かれた割れ目（8月22日、バミューダ/妄想族）
- 都合のイイ地味メガネ巨乳 乳首ビンビンいいなり後輩OLムチムチボディを揉みまくり、朝まで、何度も、中出し交遊録。（10月3日、ムーディーズ）

- 止まらない発情腰ふり!! もの凄いディルドオナニー（10月21日、うさぎ/妄想族）
- 精子好き女子のエロ活フェラ抜きマッチング 3（11月5日、マックス・エー）

- MOODYZファン感謝祭 バコバコバスツアー2025 素人17名とAV女優17名の1泊2日大乱交 新世代AVオールスター覚醒！（3月18日、ムーディーズ）
- バイト先の人妻は爆乳Iカップ！！癒らし母性とぷるるんおっぱいに溺れ不倫中出しに狂った日々。 有岡みう（3月13日、センタービレッジ）

- Fカップ以上を誇る圧倒的な爆乳素人を密着収録した超豪華3本立て！！！（3月27日、一角獣）

- 密着添い寝手コキ（4月1日、OFFICE K’S）
- 立場逆転！昔バカにしてた元教育実習生にドM軟乳を淫路指導（セクハラ）されて乙女みたいなアエギ声で屈辱イキして堕ちこぼれた男勝り元ヤン作業着人妻 有岡みう（4月1日、ディープス）
- 美人OLの匂い立つ黒パンスト脚コキ 2（4月1日、OFFICE K’S）
- MOODYZ創立25周年記念 MOODYZふたなり航空へようこそ！ バリキャリ美人CAが射精快楽で理性崩壊チ○ポイキしまくり発情ドスケベフライト（9月16日、ムーディーズ）

### VR

#### 椎葉みくる
- 旦那が長期出張で1年近くご無沙汰な隣人巨乳若妻 小悪魔胸チラパンモロ挑発（5月4日、SODVR）
- 耳元で囁くWバイノーラル淫語責め 唾たらし焦らし寸止め幼馴染巨乳痴女ハーレム（5月11日、SODVR）
- 巨乳の後輩と二人羽織の練習! Jカップに我慢できず後ろから乳揉み!（5月18日、SODVR）
- 即ハメJカップ100cm 対面→騎乗位→バック→正常位で爆乳揺れまくり（5月19日、ブイワンVR）
- 挿入OKおっパブ嬢 本番禁止のおっパブ嬢でこっそりズラしハメで! おっパブのハッスルタイムで暗くなった隙に全開のチャックからフル勃起チ○ポを出してパンツごとマ○コにメリ込ませたら、拒否するどころ感じ出した!こりゃイケると思いやや強引にズラし挿入したら、おっパブ嬢が必死に声を殺して周りにバレないようイキまくり!調子に乗って濃厚なキスもしまくり!（6月12日、Hunter）
- ネットで話題の可愛い巨乳エステティシャン講習のモデルになった僕 ～だまって生中出しセックス2回も抜かれちゃった〜（7月6日、unfinished）
- Jカップ新妻におねだりされて、密着べろキスナマ挿入ぬぷぬぷ中出しSEX!（7月21日、KMPVR）
- 乱入!ハプニング個室ビデオ（10月9日、CASANOVA）
- リピート率No.1! 噂の巨乳すぎるセクキャバ嬢の過激すぎる（秘）サービスを“店バレ厳禁”超絶体験VR（11月9日、MILU VR）

- ボインちゃん（1月17日、ガン見隊）
- 美大にモデルのバイトに行ったらまさかの全裸デッサンモデルだった!しかも全員爆乳美女!全員にチ〇ポを弄ばれるVR （1月18日、Fitch）
- 椎葉みくる BOIN Jカップ100cm爆乳 おっぱいプレイ満載 微笑み貴方を見つめながら心も身体もおっぱいも揺らし中出しSEX（2月2日、ブイワンVR）
- VR異世界に転生してエルフ酒場に入ったらモテモテだった件（5月27日、TMAVR）
- VR巨乳×顔騎 ノーモザイク（6月5日、ガン見隊）
- Jカップご奉仕メイド筆下ろし♥ 椎葉みくる（7月9日、KMPVR）
- 前後左右むっちり爆乳痴女からハイパーバイノーラルで耳ボッキ超密着連続中出しハーレムセックス!!（7月11日、KMPVR-bibi-）
- 発射無制限!ソープランドに行ったら信じられないくらい巨乳に遭遇!密着具合半端なくてマジ興奮!!当然中出しSEXするしかないでしょ!? 椎葉みくる（9月6日、4K VR）
- イチャつきピンサロで媚薬を竿にぬったら汗だくで本番してもらえて大満足! 椎葉みくる（9月7日、4K VR）

- VR無理 未満式巨乳弄びAV面接（1月10日、未満）
- おっぱいチューチュー授乳手コキVR（1月15日、ROOKIE）
- 神乳 Jcupの衝撃! 極上乳と戯れるラブイチャSEX（3月5日、TEPPAN VR）

#### 有岡みう
| 2021年   | 2021年 | 2021年             | 2021年 |
| 配信日   | タイトル | メーカー           | 備考   |
| -------- | --- | ------------------ | ------ |
| 2月22日  | 泥●して帰ってきた姉の乱れた姿を前に欲情した弟の近親相姦 | TMA                |        |
| 4月5日   | 【時間無制限！発射無制限】【指名＆リピート率No.1】の泡姫がIカップ肉体美で完全ご奉仕！ゴムNGの中出し専門超高級店【神乳】美爆乳しかいないと噂のソープランド                             | こあらVR           |        |
| 4月21日  | 極み感度で乳首クリトリス化！！自ら乳首でイキまくるビンカン絶頂ヘルス | KMP                |        |
| 4月26日  | 僕には贅沢すぎる爆乳幼馴染が毎日俺のチ●コで絶頂する間違ってる青春 | KMP                |        |
| 5月3日   | 深夜1時、日帰り出張先で終電逃して【大嫌いな先輩と相部屋】に…。寝込みを襲われ、イヤがりつつも【凄テク】で絶頂連発！快楽に負け、嫌いな男のセフレ堕ち【中出し・顔射】されたIカップ爆乳OL | こあらVR           |        |
| 5月20日  | 子作りできるVR 巨乳デリヘル嬢編 | Mr.michiru         |        |
| 5月26日  | Iカップ爆乳レイヤーとイベント帰りにゴムなしオフパコ生ナカ出しSEX | Cosmo Planets VR   |        |
| 6月9日   | 爆乳Iカップ美女の最高級エロサービスで疲れも精子もスッキリ！！ナマ中出し極上オイルマッサージ                                                                                           | KMP                |        |
| 7月19日  | Tバック尻を堪能しながらフェラチオしてもらえるVR | ROOKIE             |        |
| 7月30日  | 青春妄想特化 一夜のうちに何人もの女の子から告白され何度も夜●いされまくる夢の修学旅行                                                                                                  | ROOKIE             |        |
| ８月1日  | 女体観察特化 マングリ体位で指ズポオナニーをクンニ目線で観察できるVR | ROOKIE             |        |
| ８月12日 | 変態ママが毎朝●すのは成長期の息子！テカテカ＆汗だく濃厚淫乱性交VR | 肉きゅんパラダイス |        |
| 9月1日   | 見つめる！ 感じる顔VR | KMP                |        |
| 9月2日   | SODVR1000作品突破記念スペシャル第2弾！！朝田ひまりと5人のお姉ちゃん夢のハーレム同棲VR おっきいオッパイに囲まれて無限SEX！永遠射精管理ステイホーム！！                                 | SＯＤクリエイト    |        |
| 9月10日  | デカ乳従姉の激やわおっぱいに包まれた真夏のムレムレ性交 | KMP                |        |
| 9月18日  | 敬語淫語×唾液口移し＆顔舐めVR-言葉と唾液、Wの衝撃- | KMP                |        |
| 10月4日  | SODVR1000作品突破記念スペシャル第3弾！！絶倫で欲求不満の団地妻たちに夫婦ごと犯●れる。ゴン責めされまくり美肉ハーレム                                                                   | SＯＤクリエイト    |        |
| 10月13日 | 思い出すだけで勃起が止まらないエロエロ隠語とIカップふわトロおっぱい密着プレイで最高ゴム無しオマンコ絞りVR                                                                             | MONDELDE VR        |        |
| 10月20日 | 天井特化アングルVR ～ミウちゃんの国宝級のおっぱいを堪能せよ～ | KMP                |        |
| 11月1日  | フェラ顔でヌキたい人へ | KMP                |        |
| 11月1日  | すっぴん顔面特化VR | KMP                |        |
| 11月2日  | 腋の下を見せながらオイルまみれのカラダで感じる女を鑑賞 | KMP                |        |
| 11月10日 | ゼロ距離陰部！！窒息脚顔騎 | KMP                |        |
| 11月10日 | 耳トランス 耳から離れないお下品クチュクチュ音とIカップ乳マンコ肉感プレイで脳勃起トリップVR                                                                                            | P-BOX              |        |
| 11月16日 | 舌だけでイカせてあげよっか？～しゃぶりついて快感へ導く舌遣いが丸見えのディルドフェラ                                                                                                  | KMP                |        |
| 11月19日 | 顔面を舐め尽くして涎を飲ませてくれるVR | KMP                |        |
| 12月8日  | パイズリ特化VR 巨乳！爆乳！スライム乳！FカップからKカップまで！！よりどりみどり8連射！！                                                                                              | MONDELDE VR        |        |
| 12月18日 | 一緒にオナニーしよ？二人でした方が気持ちいいよね！ | KMP                |        |

| 2022年   | 2022年 | 2022年             | 2022年 |
| 配信日   | タイトル | メーカー           | 備考   |
| -------- | --- | ------------------ | ------ |
| 1月19日  | 仰天極上アングル フェイシャルエステ 柔らかい舌でスミズミまで舐め回し！オッパイを押し付け挟み込み血行促進！極上の密着顔騎で夢心地！ 超高級マッサージサロンのフェイシャルエステ | P-BOX              |        |
| 2月8日   | ドスケベ美脚女上司に囲まれ身動きとれないまま無限発射させられる僕 絶対領域腿コキ痴女ハーレム                                                                                   | ワンズファクトリー |        |
| 2月18日  | 競泳水着のまま揉みしだかれて絶頂 尻揉みイカセVR | KMP                |        |
| 3月1日   | 4人のおしゃぶり痴女ナース吸精フェラチオ 妊婦妻の付き添い中にしこたま精子吸い尽くされる逆NTRハーレムVR                                                                         | ワンズファクトリー |        |
| 3月9日   | フェチアングル美少女オナニー 下から見るか？上から見るか？仰天極上アングルと絶頂天下アングルで見るVRオナニー                                                                   | P-BOX              |        |
| 3月16日  | 潮浴びVR 体液大好き！唾飲ませ！顔面潮吹き！ド迫力ダイレクト潮浴びスペシャル！！                                                                                               | SＯDクリエイト     |        |
| 5月15日  | もう…イカせてください。男性嫌いの淑女を女性エステティシャン限定店舗で何度も…何度も…悶絶させました。                                                                           | KMP                |        |
| 6月13日  | 絶頂乳首開発VR | KMP                |        |
| 9月2日   | KMP20周年記念！KMP風俗アイランドZ ハチャメチャが押し寄せてくる伝説の一日 ～自分の好きな時に好きな場所で、エッチなことが出来る発射無制限の夢の風俗島～                         | KMP                |        |
| 11月16日 | Icup爆乳レイヤーとコス撮中にゴム無しコスぱこ！めっカワ笑顔とどちゃシコボディに〆切り忘れて夢中で中出し！                                                                      | Cosmo Planets VR   |        |
| 12月19日 | 出張先の温泉旅館で●っぱらうと痴女へと変わる爆乳上司4人が男湯に突入してきたッ！                                                                                                | SＯＤクリエイト    |        |

| 2023年  | 2023年 | 2023年               | 2023年 |
| 配信日  | タイトル | メーカー             | 備考   |
| ------- | --- | -------------------- | ------ |
| 1月18日 | Iカップ肉感ボディーを持て余す性欲旺盛貪欲妻の爆乳密着濃厚Playで最後の1滴まで搾り取られる週に1度の連続ナマ膣中出しSEX | P-BOX                |        |
| 1月31日 | 豊満なおっぱいで隅々まで密着洗体！！射精デトックスで全身を癒す銭湯の看板娘 | KMP                  |        |
| 2月23日 | めちゃくちゃな枕営業で男なら誰でも契約してしまうという噂の爆乳セールスレディに体当たり潜入調査！！ | KMP                  |        |
| 3月31日 | ドピュドピュ射精中チ○ポを即ハメ杭打ちピストンで苛め抜く根っからの責め好き巨乳お姉さん | アリスJAPAN          |        |
| 6月12日 | 女の子に見られながら、乳首を弄られたい。 | KMP                  |        |
| 8月5日  | 真夏の海へ旅行にいった帰り道ボン・キュ・ボンJcup神乳のS級彼女が狭い車内でオネダリ誘惑！淫語連発しながら絶頂を繰り返し【ダイナミック潮吹き！】【挟射・中出し4発・顔射】炎天下汗だくカーセックス                                 | こあらVR             |        |
| 8月24日 | 久々に再会した神乳Jcupなセフレと禁欲チャレンジ！！酔うと超敏感体質になり色んな男ととっかえひっかえS●Xしまくりだったヤリマンは乳首コネクリイキで涎を垂らしながらイキまくりな性欲モンスターに覚醒！！ケダモノのようにボクの全身… | 肉きゅんパラダイスVR |        |
| 9月11日 | 爆乳痴女圧迫面接 女性下着メーカーの面接を受けたら身も心も押しつぶされ管理される喜びを知りました | SODクリエイト        |        |
| 10月2日 | 「ご主人様いっぱいイカせますね」休むヒマ無しの強性射精ご奉仕 トリプルメイドのおっぱい神射精サポート24時 | KMP                  |        |

### イメージDVD
- Gros seins de chouchou/篠原まみ（2018年4月27日、スパイスビジュアル）
- anus to nude de chouchou/篠原まみ（2018年6月29日、スパイスビジュアル）
- Miu 南の島の水蜜桃・有岡みう（2023年7月20日、REbecca）

### 写真集
書籍
- ぐるっとまわせる!原寸大おっぱい図鑑3D（2019年2月4日、一迅社、撮影:須崎祐次、監修:安田理央）‐ Jカップモデル[17]

デジタル写真集
- SOD女子社員オールスターズ 淫乱OLの熟れ濡れ営業会議（2019年7月22日、小学館、撮影:西條彰仁）

## 出演

### テレビ
- 魚拓と成瀬のツキとスッポンぽん #318,#319（2020年10月4・11日、パチ・スロ サイトセブンTV）[18][19][20]

- ロンドンハーツ

### ウェブテレビ
- かまいたちの笑賭け（2023年1月26日、ABEMA）[21]

## 雑誌
- 週刊ポスト 2019年8月2日号（小学館） - 袋とじ「SOD女子社員オールスターズ会社案内」